# دومینیکا یابلونسکا
دومینیکا یابلونسکا (لهستانی: Dominika Jablonska؛ زادهٔ ۲۰ اوت ۱۹۸۵) بازیگر اهل لهستان است. وی از سال ۲۰۰۶ میلادی تاکنون مشغول فعالیت بوده‌است.
از فیلم‌ها یا مجموعه‌های تلویزیونی که وی در آن‌ها نقش داشته‌است، می‌توان به بخشوده و مری و مارتا اشاره نمود.